# Félix Rivera Serrano
Félix Rivera Serrano (Yanahuanca, Pasco, 7 de enero de 1945) fue un profesor y político peruano. Fue Gobernador Regional de Pasco entre 2007 y 2010.

## Biografía
Nació en Yanahuanca, Perú, el 7 de enero de 1945. Cursó sus estudios primarios y secundarios en su ciudad natal. Entre 1967 y 1972 cursó estudios superiores de educación en la Universidad Nacional Daniel Alcides Carrión de la ciudad de Cerro de Pasco. Desde 1985 laboró como catedrático esa misma universidad y, entre 1999 y 2003, como director de la Escuela de Post-Grado

## Vida política
Su primera participación política se dio en las elecciones municipales de 1980 en las que fue elegido por la Izquierda Unida como regidor de la provincia de Pasco. Postuló al Congreso en las elecciones generales de Perú de 2006 por el Frente Amplio de Izquierda sin obtener la representación. En las elecciones del 2006 fue elegido presidente del Gobierno Regional de Pasco por el Movimiento Nueva Izquierda.

## Controversias
En el año 2017 fue condenado a cuatro años de pena privativa de la libertad suspendida y un pago de reparación civil de nueve mil soles por la comisión del delito de desacato a la autoridad cuando el año 2007, el Ministerio de Educación declaró ilegal la huelga indefinida de los docentes del departamento de Pasco y ordenó a la dirección regional de educación realizar el descuento efectivo en las plantilla del personal por los días no laborados. Sin embargo, Rivera en su calidad de Presidente Regional y otros funcionarios de su administración desobedecieron las disposiciones del gobierno central solidarizandose con los profesores en huelga y disponiendo el pago de sus remuneraciones íntegras.
Falleció en la ciudad de Lima el 21 de julio del 2020.